# Соуза, Женилсон Анжело де
Жени́лсон А́нжело де Со́уза (порт.-браз. Jenílson Ângelo de Souza; 20 июня 1973, Санту-Антониу-ди-Жезус) — бразильский футболист, защитник. Чемпион мира 2002 года.

## Карьера
В начале карьеры Жуниор играл за бразильский клуб «Витория». В конце 1990-х был частью легендарного состава Палмейраса, который выиграл множество трофеев в Бразилии и на международной арене.
В 2000 году отправился в Италию, в «Парму».
В середине 2000-х годов выступал за великий состав Сан-Паулу и выиграл в его составе огромное число трофеев, включая Кубок Либертадорес и Клубный чемпионат мира.
В 2009—2010 годах выступал за «Атлетико Минейро». Затем играл за «Гояс» и завершил карьеру.

## Титулы
- Чемпион мира: 2002
- Чемпион Бразилии: 2006, 2007, 2008
- Кубок Бразилии: 1996
- Кубок Италии: 2002
- Турнир Рио–Сан-Паулу: 2000
- Кубок чемпионов Бразилии: 2000
- Чемпион лиги Паулиста: 1996, 2005
- Чемпион штата Баия: 1995
- Кубок Либертадорес: 1999, 2005
- Клубный чемпион мира: 2005
- Кубок Меркосур: 1998
- В символической сборной чемпионата Бразилии (1): 1998